# مارك أرنولد (مغني)
مارك أرنولد (بالإنجليزية: Mark Arnold)‏ هو مغني أمريكي، ولد في 7 يوليو 1966.

## وصلات خارجية
- مارك أرنولد على موقع ميوزك برينز (الإنجليزية)
- مارك أرنولد على موقع ديسكوغز (الإنجليزية)